# Coqueline Courrèges
Pour les articles homonymes, voir Courrèges.
Coqueline Courrèges, née Jacqueline Barrière le 25 juillet 1935 à Hendaye, est une couturière et la cofondatrice de la maison Courrèges. Elle a également développé cinq concepts innovants de véhicules électriques.

## Biographie
Jacqueline Barrière « monte » à Paris à 14 ans, pour passer son CAP de couture. 
En 1952, elle entre chez Balenciaga où elle rencontre André Courrèges. 
Elle s'inscrit au registre de la couture en 1955 et en 1961, André et Coqueline Courrèges ouvrent ensemble, au 48 avenue Kléber, la maison de couture André Courrèges. Elle sera la « créativité complémentaire » d'André Courrèges. Ils se marient en 1966 et ont une fille, Clafoutis Marie, née en 1970.
À ses côtés, mais toujours dans l'ombre, elle est la première à porter les ensembles pantalons blancs épurés, les collants seconde peau et les bottes plates. Bravant les conventions, elle sera la copilote de la maison et l'incarnation de la femme aux cheveux courts, active et moderne « en pantalon à toute heure du jour » de la « révolution Courrèges ».
Après le rachat de la maison de Couture à un groupe japonais, et alors qu'André Courrèges se consacre à la peinture et à la sculpture, Coqueline Courrèges dirige de 1995 à 2010 les sociétés Courrèges Design et Courrèges Parfums,. Elle ouvre de nouveau l'usine de Pau et lance en 1997 un nouveau parfum, 2020. Passionnée par les sciences et l'innovation, Coqueline Courrèges travaille avec des biologistes et généticiens aux vêtements du futur et crée différents événements mêlant la couture et les nouvelles technologies,.
Sa passion d'enfance pour les voitures née des souvenirs de son père participant à des courses en Bugatti, la conduit en 1999 à développer des voitures. Mais, convaincue de l'importance des enjeux écologiques, ce seront des voitures électriques, dont un premier prototype avait déjà été conçu et présenté lors d'un défilé Courrèges en 1968,. Entre 2000 et 2008, cinq prototypes de voitures 100 % électriques performantes verront le jour et concourront en Europe, aux États-Unis et en Asie lors des Challenges Bibendum organisés par Michelin,. En 2006, le Salon international des inventions de Genève lui décerne un « brevet d'invention » pour ses voitures électriques. 
Depuis 2010, Coqueline Courrèges se consacre à la défense des droits intellectuels et moraux d’André Courrèges.
Le 24 juillet 2018, Coqueline Courrèges établit un record homologué sur le circuit de Montlhéry en faisant parcourir 200 km à une voiture 100 % électrique, la 12.82, rechargée en 5 minutes par une station de stockage et de charge électrique alimentée par des panneaux solaires.